# 熊岳镇

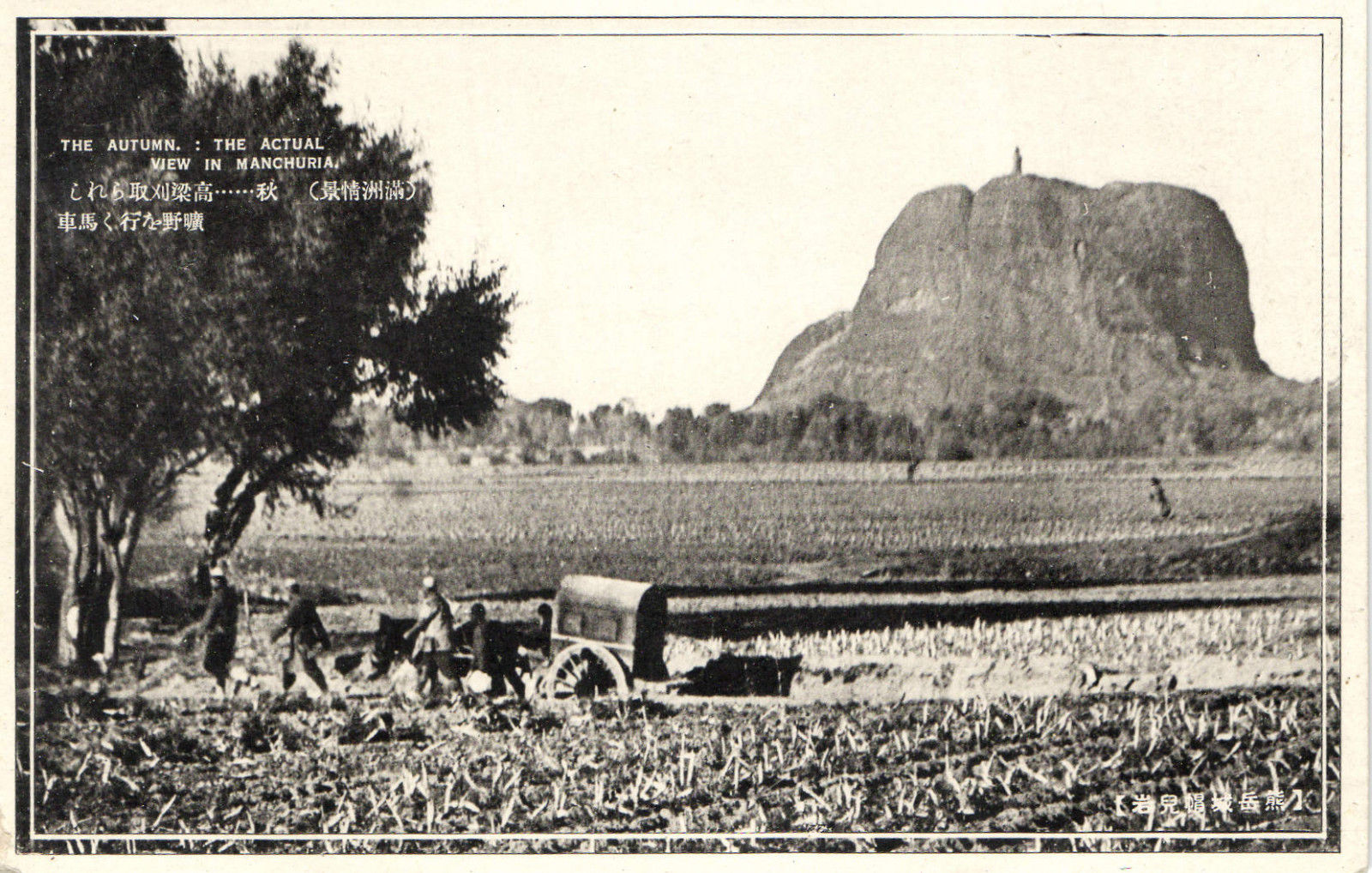
满铁时代的熊岳望儿山秋景

熊岳镇，是中华人民共和国辽宁省营口市鲅鱼圈区下辖的一个乡镇级行政单位，为副县级镇，享有县级经济管理权限，沈大铁路设有熊岳城站。2019年被评为中国文化百强镇。
熊岳镇原有城墙（熊岳城），今残存部分城墙和城楼。
满铁曾在此地设立熊岳农事试验场，中华人民共和国建立后在此处设立辽宁省熊岳农业科学研究所，1984年改为辽宁省果树科学研究所。

奉系时代的熊岳城

## 行政区划
熊岳镇下辖以下地区：
幸福社区、站前社区、北关社区、光华社区、硅石矿社区、胜利村、金星村、丽华村、西关村、黎明村、温泉村、望儿山村、莫屯村、唐屯村、火山村、镶黄旗村、大铁村、于园子村和郭屯村。

## 关联条目
- 清代熊岳驻防
- 熊岳城温泉
- 熊岳城站